# Нова демократска снага (Црна Гора)
Нова демократска снага (алб. Forca e Re Demokratike) је политичка странка албанске мањине у Црној Гори . 
Странка је основана 22. октобра 2005. године као локална мањинска странка која представља албанско становништво у Улцињу. Назиф Цунгу је изабран за предсједника странке на оснивачкој скупштини. У априлу 2008. године, ФОРЦА је отворила огранак своје странке у Тузима.На 4. конгресу странке одржаном 30. октобра 2021. године, Генци Ниманбегу је изабран за новог вођу странке.

## Резултати на изборима
На парламентарим изборима 2009. године, Форца је добила једно од укупно 81 посланичког мјеста, чиме је први пут ушла у Скупштину Црне Горе.
На предсједничким изборима 2008. године, Форца је подржала Небојшу Медојевића испред Покрета за промјене.
У септембру 2016. године, Форца је учествовала у успостављању пред-изборне коалиције са Албанском Алтернативом и Демократском унијом Албанаца, у припреми за парламентарне изборе 2016. Заједничка коалиција је освојила једно од укупно 81 посланичког мјеста, које је припало члану Форце.
Пред парламентарне изборе 2020, Форца је наставила сарадњу са Албанском Алтернативом и формирала нову коалицију, Албанску листу, гдје су им се придружиле остале странке албанске мањине, покрети и организације. На овим изборима су такође добили 1 мандат.